# الدعاية النازية
الدعاية النازية، (بالألمانية):Nationalsozialistische Propaganda)، كانت من أقوى الأسلحة التي اعتمد عليها الحزب النازي، في الفترة ما بين عامي 1933 و1945. وكانت لها أيديولوجية سياسية تهدف كما يقول «هتلر» إلى غزو العالم. إنها دعاية لا عقلانية لأنها تهدف لإثارة المشاعر والعواطف لدى الأفراد، وتغلب الدعاية النازية الصورة على التبرير والحس الاندفاعي على المنطق.
استطاع الإعلام الحربي الألماني أن يُدخل نظام الدعاية التي خُططت بشكل متطور بواسطة وزير الدعاية الألماني «جوزيف جوبلز». الذي كان له فضل كبير في إدخال النظم الدعائية الحديثة. واستخدمت الدعاية من خلال وسائل الإعلام الحربي في ذلك الوقت، حيث اعتمدت على المنشورات، والإذاعة، ومكبرات الصوت بشكل يثير الغرائز الأولية للفتك والتدمير. وحين ننظر إلى الدعاية الألمانية من ناحية قوتها الباطنة أي ما تنطوي عليه، فإنها تبدو في الواقع كأنها مدفعية سيكولوجية تستخدم كل ما من شأنه أن يصدم ويزعزع الكيان.

## ظروف صعود النازية

شعار الحزب النازي

استبد اليأس بالشعب الألماني، خصوصا مع دخول البلاد في أزمة اقتصادية كبرى على إثرها بدأ هتلر دعايته على أنه المخلص الوحيد للشعب الألماني من الفوضى واليأس.
وكانت ألمانيا قبيل عشرينيات القرن العشرين تمر بأحوال معيشية سيئة، جراء وقوع الحرب العالمية الأولى، بينما كان اقتصادها يعاني من شدة التضخم وبعد هزيمتها في الحرب تضاعفت الأزمة لما فرضته الدول الكبرى المنتصرة من تعويضات على ألمانيا الخاسرة مما دفع اقتصادها نحو الهاوية بنهاية 1923.
وكانت الاحتجاجات والإضرابات قد اجتاحت ألمانيا منذ عام 1918، بسبب الفقر وسوء المعيشة فيما وصفها الشيوعيون فيما بعد بـ «حرب الطبقات».

### حيلة جوبلز الدعائية

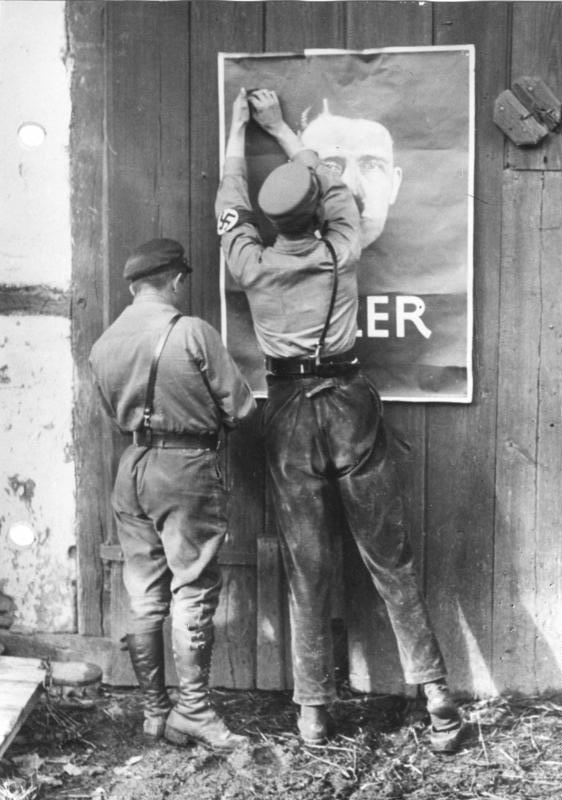
جنود في مزرعة يضعون ملصق لهتلر خاص بالانتخابات التشريعية.

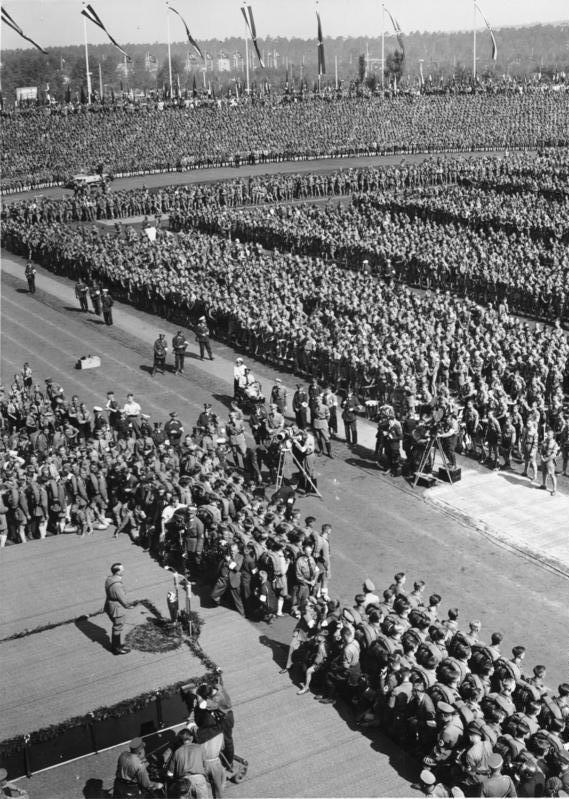
هتلر كان نقطة محورية في نورمبرغ رالي 1934. ليني ريفنستال وطاقمها ظاهرة للعيان أمام المنصة

مع اقتراب الانتخابات التشريعية الألمانية، ابتكر جوزيف جوبلز -إحدى الأساطير في مجال الحرب النفسية- حيلة دعائية جديدة لتصوير هتلر كأنه المنقذ الوحيد لألمانياـ عبر طائرة تجارية كبيرة يجول من خلالها هتلر على 100 قرية ألمانية[ ؟ ] لمعرفة شعبيته، وهو ما ورد في كتاب «كفاحي» الذي يروي قصة حياة زعيم النازية.
ابتدع جوبلز جملة شهيرة هي «القائد فوق ألمانيا»، ليصور للشعب الألماني أن هتلر هو الوحيد القادر على تخليص الشعب الألماني من معاناته الاقتصادية، وهي العبارة التي ذكرتها مؤلفات قصة حياة زعيمي النازية هتلر وجوبلز.
في الوقت ذاته التقطت صور لهتلر داخل الطائرة وهو يرى ألمانيا من السماء، لتعرض هذه الأفلام فيما بعد في جميع أنحاء ألمانيا.

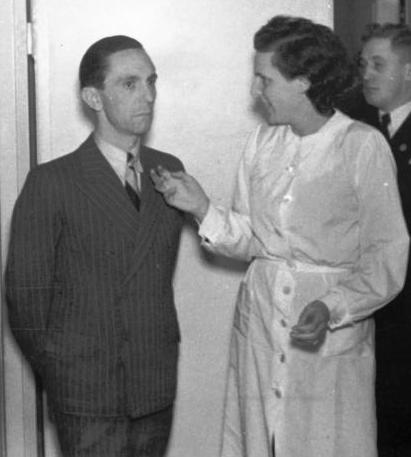
ريفنستال مع جوزيف غوبلز (1937).

واستمرت حملة النازيين التي أحسنت استغلال العنف الذي ساد البرلمان وهستيريا معاداة الشيوعية والوسائل التي كانت الحكومة تستخدمها في الدعاية. وفي يوم الانتخابات في السادس من مارس، زادت النسبة التي حصل عليها الحزب النازي (NSDAP) إلى 43.9 ٪ من الأصوات ليحتفظ بأكبر نسبة للتمثيل في البرلمان، ولكن كان فشله في تحقيق أغلبية مطلقة هو ما أفسد عليه الفرحة بنصره الذي تمكن من تحقيقه مما فرض عليه أن يحافظ على الائتلاف الذي شكله مع حزب الشعب الوطني الألماني.
استطاع الإعلام الحربي الألماني أن يُدخل نظام الدعاية التي خُططت بشكل متطور بواسطة وزير الدعاية الألماني «جوبلز». الذي كان له فضل كبير في إدخال النظم الدعائية الحديثة.
وبعد وصول هتلر لمنصب مستشار ألمانيا، نظم جوبلز مسيرة بالمشاعل للميليشيات العسكرية النازية ليلا في برلين وبعض المدن الألمانية الكبرى وصولا إلى مقر المستشارية، وقال وقتها إن أعداد هؤلاء فاقت المليون إلا أن البعض قدر تلك الأعداد بما لا يزيد عن 15 ألف شخص.
بعد استيلاء النازيين على السلطة في عام 1933 أنشأ هتلر وزارة الرايخ العام للتنوير والدعاية التي ترأسها جوزيف غوبلز. هدف الوزارة هو ضمان نشر الرسالة النازية بنجاح من خلال الفنون والموسيقى والمسرح والأفلام والكتب والإذاعة والمواد التعليمية والصحافة.
استخدمت الدعاية من خلال وسائل الإعلام الحربي في ذلك الوقت، حيث اعتمدت على المنشورات، والإذاعة، ومكبرات الصوت بشكل يثير الغرائز الأولية للفتك والتدمير. وحين ننظر إلى الدعاية الألمانية من ناحية قوتها الباطنة أي ما تنطوي عليه، فإنها تبدو في الواقع كأنها مدفعية سيكولوجية تستخدم كل ما من شأنه أن يصدم ويزعزع الكيان.
هذا وقد نجح الإعلام الحربي من خلال الدعاية في جعل العدو في حالة عدم القدرة عن الدفاع أمام تأثيراتها، بمعنى أنها استطاعت أن تخترق أي حاجز يحتمي به الفرد ومن ثم يجد نفسه غير قادر على مواجهة القوات الألمانية المتقدمة، وبالتالي فقد القدرة على الإرادة.
كان هنالك العديد من الجماهير للدعاية النازية. فالألمان يذكرون بالنضال ضد الأعداء الأجانب وتخريب اليهود. خلال فترات سابقة من التشريعات والاجراءات التنفيذية ضد اليهود وحملات الدعاية التي خلقت جوا من الاتحاد والعنف ضد اليهود ولا سيما في عام 1935 (قبل قوانين نورمبرغ العنصرية لسبتمبر) وفي عام 1938 (قبل التشريعات الاقتصادية المعادية للسامية عقب ليلة الكريستال). ولكن الدعاية السلبية شجعت قبول وتدابير التهديد ضد اليهود وكما اعتبرت الحكومة النازية هذا تدخلا من أجل «إعادة النظام».
التمييز الحقيقي أو المتصور ضد الألمان العرقيين في بلدان شرق أوروبا التي حصلت على إقليم على حساب ألمانيا بعد الحرب العالمية الأولى مثل تشيكوسلوفاكيا وبولندا، وقد كانت هذه البلدان موضوعا للدعاية النازية التي تسعى إلى انتزاع الولاء السياسي وما يسمى بالوعي العرقي بين السكان الألمان. كما أنها سعت إلى تضليل الحكومات الأجنبية بما فيها القوى الأوروبية الكبرى التي كانت ألمانيا النازية تعمل من أجل مطالبها العادلة الخاصة بالتنازلات والضم.
قام المنهج الإعلامي في الدعاية من خلال جمع الأنباء الهامة بطريقة منهجية، وينظم إزاءها دعاية مضادة حتى يعادل تأثيرها تارة عن طريق الخطابة وأخرى عن طريق وسائل الإعلام وأحياناً عن طريق الشائعات، كما اهتم جوبلز بالدعاية الموجهة ضد الدول الأخرى. فقد أوضح جوبلز في مذكراته: " أن استجواب الأسرى الإنجليز أوضح له أنهم ينتبهون إلى الأنباء أكثر من التعليقات، وأنه استخلص من ذلك نتيجة هامة، توجب ضرورة تعديل الإذاعة الألمانية الموجهة باللغات الأجنبية تعديلاً شاملاً.

### ليني ريفنستال

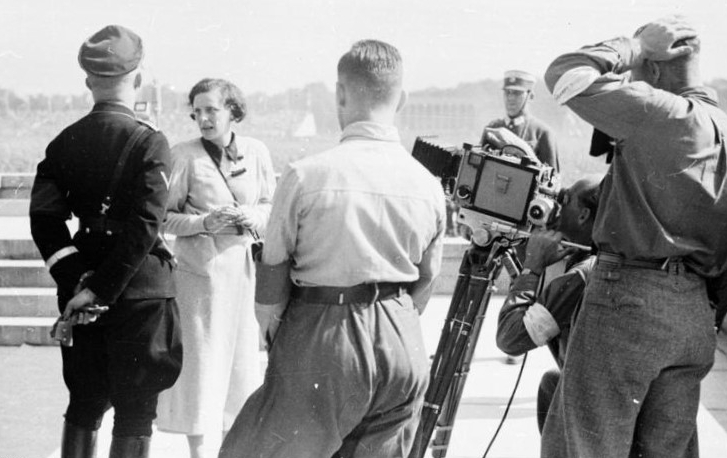
ليني ريفنستال مع هينريك هيملر في نورمبرغ عام 1934

كانت ليني رفينشتال مخرج[ ؟ ]ة ألمانية[ ؟ ] جميلة، وأسهمت في الدعاية للنظام النازي عبر عدة أفلام وثائقية عن هتلر، أولها فيلم «انتصار الإيمان»، عام 1933، والذي يحكي عن وصول النازيين للسلطة، وقوة الجنس الآري وأهميته، أعقبته بفيلم آخر من تأليفها وتصويرها وإخراجها عام 1934 بعنوان انتصار الإرادة.

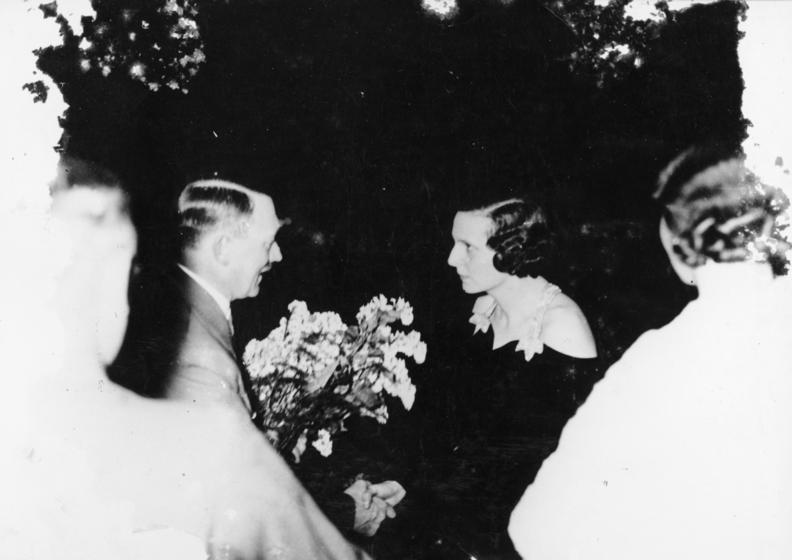
ريفنستال وهتلر في عام 1934

واستكملت رفينشتال ثلاثيتها بفيلم «يوم الحرية: قواتنا المسلحة» عام 1935، والذي يروي انتصارات الجيش الألماني، وعرض في «يوم الجيش» في ديسمبر/كانون الأول من العام 1935.
أما الفيلم الذي أخرجته رفينشتال بشكل منفصل هو فيلم «أوليمبيا»، والذي تحدث عن الأوليمبياد التي استضافتها ألمانيا إبان الحكم النازي عام 1936 إذ أنتجته عام 1938.
وكانت ريفنستال مشهورة جداً كممثلة ألمانية أثناء فترة السينما الصامتة وأخرجت الفيلم الأول بعنوان (الضوء الأزرق) سنة 1932. قُبل الفيلم وألفت نظر سياسي يفتخر بطموحاته الفنية، أدولف هتلر. وفي نفس السنة استمعت ريفنستال إلى خطبة ألقاها هتلر جذبت انباهها بقوة، فأعجبت بكلامه وبطريقته التي يجلب بها السامعين.
وبالنسبة لهتلر كانت ليني ريفنستال تحتاج إلى حب الجمال لكي تخلق تصور جديد من ألمانيا ـ بلد يحتوي على أفكار "Der Sieg des Glaubens" واجنر، أفكار القوة والحب. سنة 1933 طلب من ريفنستال أن تخرج فيلم قصير بعنوان (نصر الإيمان) خلال مؤتمر النازيين الشعبي بمدينة نورنبرج في نفس السنة. وكان هذا الفيلم نموذج للفيلم المشهور (انتصار الإرادة) تم إخراجه خلال مؤتمر النازيين الشعبي في نورنبرج سنة 1934. ألغت Triumph des Willens ريفنستال أولاً مهمة هذا الفيلم ولكن عندما حصلت على وسائل إلى أجل غير مسمى وتصريح فني كامل قبلت هذا الأمر. وتحصل (نصر الإرادة) كشريط أخباري قصصي على مرتبة عالية جداً، إنه فيلم مثير وتقنيته مخترعة ويعتبر من أحسن أفلام الدعايات النازية، فتحصل على الكثير من الامتيازات. لكن وصل دائماً بين الفنانة ريفنستال وبين النازية.

## الدعاية النازية والرقابة
الدعاية: فن التأثير بخيال الجماهير التي تسيطر عليها الغريزة حيث تجد بعد أن تتخذ شكلاً نفسياً (سيكولوجيا) ملائماً الطريق إلى قلبها، ويجب إخضاع جميع البرامج المدرسية والتوجيهية لخدمة الدولة، كما يقول أدولف هتلر في كتابه (كفاحي).
«تحاول الدعاية فرض المذهب على الشعب كله... دعاية تعمل على موقف الجمهور وتنطلق من فكرة تجعل الجمهور مهيئا لتقبل هذه الفكرة». كتب أدولف هتلر هذه العبارة في كتابه كفاحي (1926) الذي دعا أولا إلى استخدام الدعاية لنشر مثل الاشتراكية الوطنية منها العنصرية ومعاداة السامية والبلشفية.

شعار شباب هتلر، تواجدت من 1922 إلى 1945.

كان هتلر يتمتع بشعبية جارفة، رغم رفضه للآخر ودكتاتوريته، ونال الحزب النازي قوة كبرى لم تكن لتأتي لولا الدعاية التي عرفت باسم «الهتلرية» أو «الجوبلزية»، نسبة إلى وزير الدعاية النازي الشهير جوزيف جوبلز.

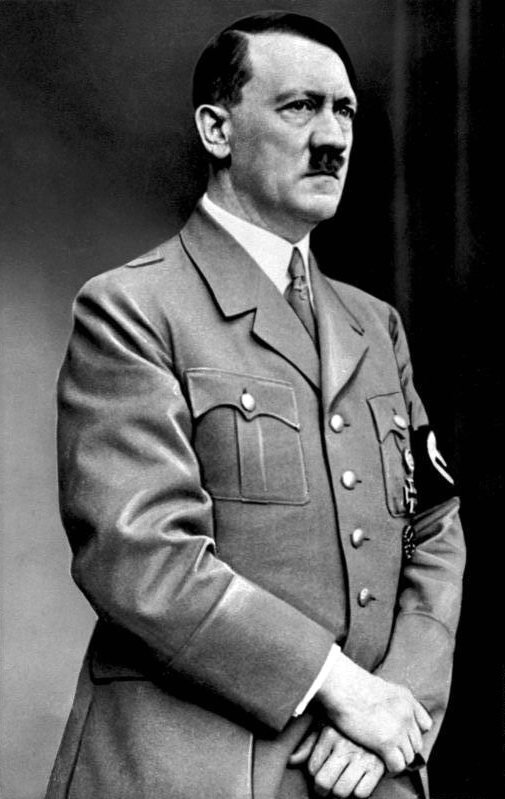
أدولف هتلر، زعيم حزب العمال الألماني الاشتراكي الوطني والمعروف باسم الحزب النازي (مؤسس النازية). حكم ألمانيا من عام 1933 إلى 1945.

وبمجرد نجاح النازية في إنهاء الديموقراطية وتحويل ألمانيا إلى ديكتاتورية من حزب واحد، نظم النازيون حملة دعاية هائلة لكسب ولاء وتعاون الألمان. وتولت وزارة الدعاية النازية، التي يترأسها جوزيف جوبلز، كافة أشكال الاتصال في ألمانيا: مثل الصحف والمجلات والكتب والاجتماعات العامة والحشود والفنون والموسيقى والأفلام والإذاعة. وتم حظر الآراء التي تهدد المعتقدات النازية أو نظام الحكم بأية طريقة من الطرق أو تم إلغاؤها من كافة وسائل الإعلام.
وأثناء ربيع عام 1933، دونت منظمات الطلاب والأساتذة وأمناء المكتبات من النازيين قوائم طويلة من الكتب التي ظنوا أنها لابد وألا يقرأها الألمان. ثم بعد ذلك، وفي ليلة 10 مايو عام 1933، شن النازيون غارة على المكتبات والمحال التجارية لبيع الكتب في جميع أنحاء ألمانيا. فأقاموا مسيرة على ضوء الكشافات في مواكب ليلية وأنشدوا الأناشيد وألقوا بالكتب في حفر كبيرة أضرمت فيها النيران. وتم حرق أكثر من 25 ألف كتاب في تلك الليلة. وكانت بعضها أعمالاً لكتاب يهود، ومن بينهم ألبرت أينشتين وسيجموند فرويد. وأغلب الكتب كانت لكتاب غير يهود، ومن بينهم الكتاب الأمريكان المشهورون كجاك لندن وإيرنست همينجواي وسينكلاير لويس، والذين اختلفت أفكارهم عن الأفكار النازية - من وجهة نظر النازيين- وبالتالي يجب ألا تقرأ.
كما أحرقت وسائل الرقابة النازية كتب هلين كيلر، والتي تغلبت على صممها وعماها لتصبح كاتبة محترمة، وعندما علمت بحرق الكتب، ردت قائلة: «لا يمكن لطاغية هزيمة قوة الأفكار.» واحتج مئات الآلاف في الولايات المتحدة على حرق الكتب والذي يعتبر بمثابة انتهاك سافر لحرية التعبير، في حشود عامة في نيويورك وفيلادلفيا وشيكاغو وسانت لويس.
كما لعبت المدارس دورًا هامًا هي الأخرى في نشر الأفكار النازية. ففي الوقت الذي تم فيه إلغاء بعض الكتب من المنهج الدراسي على يد المراقبين، تمت إضافة نصوص أخرى جديدة ليتم تدريسها للطلاب تعلمهم الطاعة العمياء للحزب والحب لهتلر والمعاداة للسامية. واستهدفت اجتماعات ما بعد المدرسة لشباب هتلر وعصبة الفتيات الألمانيات تدريب الأطفال ليكونوا مخلصين للحزب النازي. وداخل المدرسة وخارجها، كان الصغار يحتفلون ببعض المناسبات مثل عيد ميلاد هتلر والذكرى السنوية لتوليه الحكم.
استفادت الدعاية النازية من الغرائز: الأبوة، الأمومة، الجنس[ ؟ ] ، القوة، العنف والكراهية والتدمير.
ويشرح غوبلز، وزير الدعاية في عهد هتلر دعائم الدعاية النازية بقوله: ولنا أن نقارنها بالدعاية الصهيونية.
(ينبغي أن نبحث عن الأقليات الموتورة، وعن الزعماء الطموحين الفاسدين وذوي العصبيات الحادة والميول الإجرامية فنتبناهم ونحتضن أهدافهم ونهول مظالمهم ونهيج أحاسيسهم بمزيج من الدعاية والشائعة مثيرين الغني على الفقير والرأسمالي على البروليتاري، دافع الضرائب على فارضها، الجيل الجديد على القديم، وبذلك نحقق درجة من الفوضى يمكن معها التلاعب بمقدرات العدو وفق ما نشاء).
لقد مارس النازيون دعاية تضليلية غير مسبوقة في تاريخ الألمان، بل وأوروبا كاملة.وسعت الدعاية النازية، أو القومية الاشتراكية، إلى الحصول على مباركة كبار المثقفين الألمان. فالنازية كأي حزب آخر كانت بحاجة إلى تغطية أيديولوجية لن تتأتى إلا مرورا بالنخبة.

## مقومات الدعاية النازية

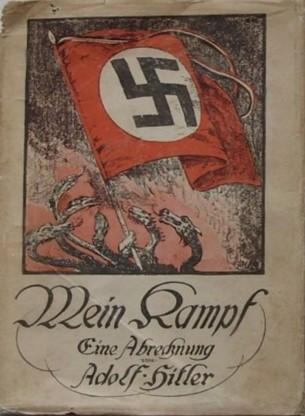
كتاب "كفاحي" لهتلر

قامت الدعاية النازية على الأفكار والمبادئ التي اشتمل عليه كتاب "كفاحي" لهتلر. وفيه يقول عن الدعاية " أنها التأثير في خيال الجماهير التي تسيطر عليها الغريزة وعلى الدعاية أن تتخذ لنفسها شكلا سيكولوجيا ملائما حتى تسلك الطريق الملائم لهذه الجماهير.
لقد خاطبت الدعاية النازية المشاعر وتلاعبت بالعواطف فلم تترك للشعب فرصة التفكير الهادئ فتبلدت عقوله حتى كف عن التفكير سوى تفكير واحد: هتلر هو القوة، القوة الوحيدة الحقيقية.

## مبادئ الدعاية النازية

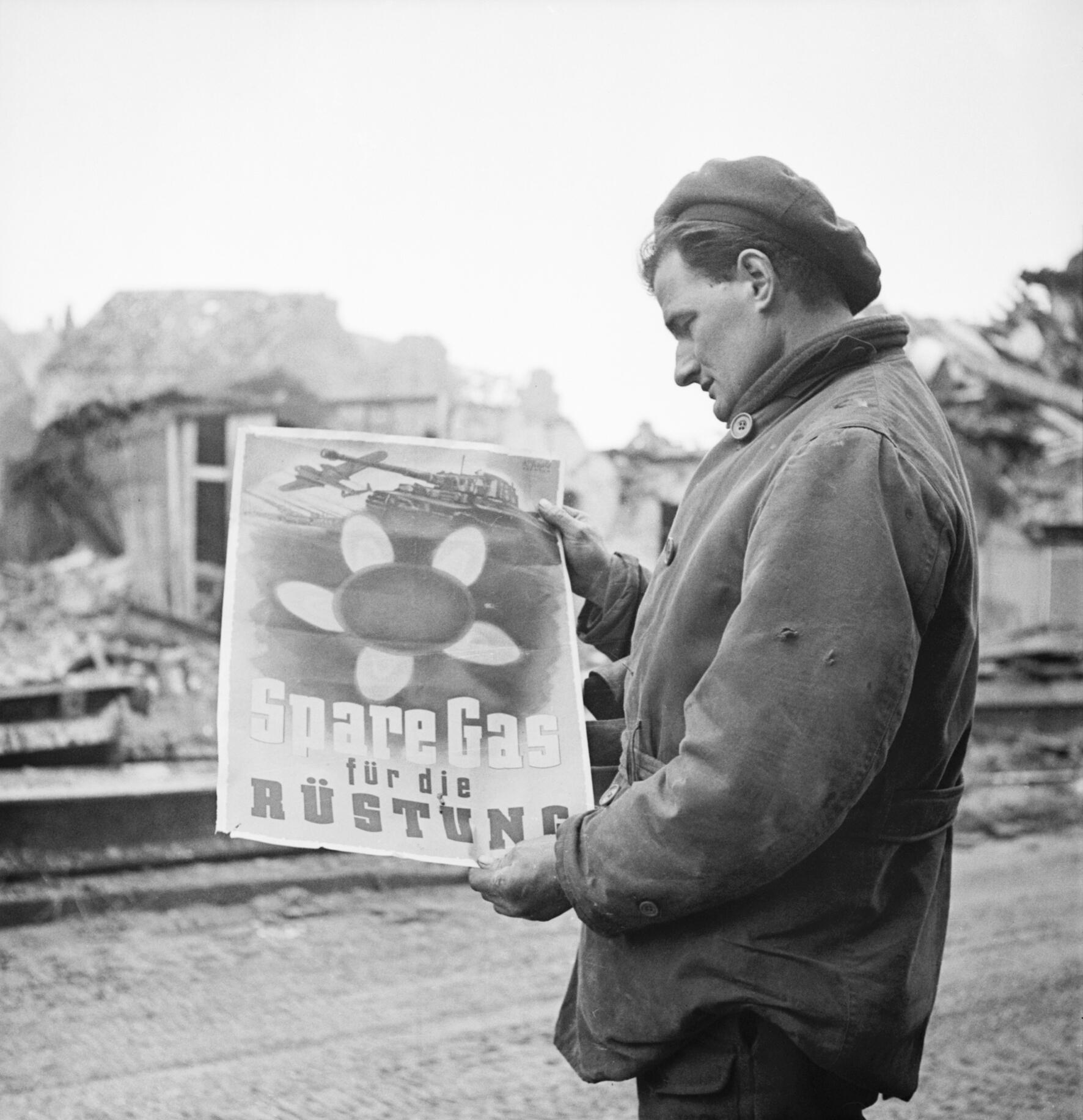
جندي يقف في أنقاض كليف في ألمانيا، ويقرأ الملصقات الألمانية التي تطالب المدنيون الحفاظ على إمدادات الوقود للمجهود الحربي، 13 فبراير 1945.

العلم الرسمي لحكومة الرايخ الثالث الألمانية خلال فترة حكم أدولف هتلر من عام 1933 إلى عام 1945م

ابتدعت النازية عدة أساليب دعائية جديدة في الفترة التي ظهرت بها، حيث استخدم جوبلز الملصقات الدعائية والأفلام الوثائقية من أجل المزيد من السيطرة على عقليات الشعب الألماني الذي أصبح يرى في النازية مخلصا.
قامت الدعاية النازية على مجموعة من الدعائم منها ما يلي:
1. التركيز على الجانب اللاعقلاني في الدعاية : من منطق أن الجماهير كما يقول «هتلر» فيها من خصائص النساء، وان استجابتها تكون دائما عاطفية أكثر مما هي عقلية، وقد اهتمت هذه الدعاية بالمرأة وتوجهت إراديا إلى عواطفها وفعلت ذلك بكل نجاح. والدعاية ضمن هذا المبدأ تقوم إحداث تحويلا في الاندفاعات الطبيعية للفرد وتوجيهها صوب مواضيع محضرة سلفا (التفوق الثقافي والعرقي الجيرماني).
2. إشاعة الفوضى لدى العدو : وذلك من خلال التعامل مع الاقليات الموتورة والزعماء الطموحين والفاسدين وذوي العصبيات والميول الإجرامية، نتبناهم كما يقول جوبلز وزير الدعاية في عهد هتلر. ونحتضن أهدافهم ونهول مظالمهم ونهيج أحاسيسهم بمزيج من الدعاية والشائعة مثيرين الغنى على الفقير والرأسمال على البرولتاري ودافع الضرائب على فارضها والجيل الجديد على القديم وبذلك نحقق درجة عالية من الفوضى يمكن معها التلاعب بمقدرات العواطف وفق ما نشاء.
3. استخدام الأخبار بطريقة منهجية: كوسيلة لتوجيه الأفكار، ولذلك كانت الأخبار المهمة تحمل بدلالة معينة وتعبأ بشحنة دعائية.
4. اتخاذ التكرار كأسلوب: من أساليب الدعاية الجيدة، ويجب أن يكون في صور متوافقة تلائم مختلف الجماهير ويقول جوبلز في هذا الصدد أن الكنيسة الكاثوليكية قد استطاعت البقاء لأنها تكرر نفس الشيء منذ الفين من الأعوام، والتركيز على غرض واحد في آن واحد أي تركيز التوجيه نحو مرمى واحد خلال فترة معينة، فقد اتحد الهتلريون أولا مع الأحزاب البرجوازية والرجعية ضد الماركسية ثم مع اليمينين القيميين ضد البرجوازية ثم تخلصوا من القوميين.
5. الارتكاز إلى عقيدة أساسية : فالعقيدة هي أساس كل حزب ولا يمكن للدعاية أن تنجح ما لم تستند إلى عقيدة والعقيدة عبارة عن المفاهيم الأساسية للحركة النازية، وقد وضع هتلر عقيدته وعمل على نشرها بكل وسائل الدعاية ويقول أن أية عقيدة أو فكرة لن يكتب لها النجاح ما لم تعتنقها أكثرية الشعب وتبدي استعدادها للنضال من اجلها وقد نجح في تحقيق هذا الهدف من خلال خطة دعائية طويلة المدى.
6. الاهتمام بمخاطبة الجمهور : فالدعاية كما يقول هتلر " تهدف إلى لفت نظر الجمهور إلى وقائع وأحداث لا إلى تنوير الشعب على أساس علمي، لذلك وجب التوجيه إلى قلوب أبناء الشعب لا عقوله فالدعاية التي توجه إلى قلب الجمهور وحواسه قبل عقله هي التي تكون أشد تأثيرا فيه شريطة ألا تعتمد على التضليل وقلب الحقائق.

## إستراتيجية الدعاية النازية

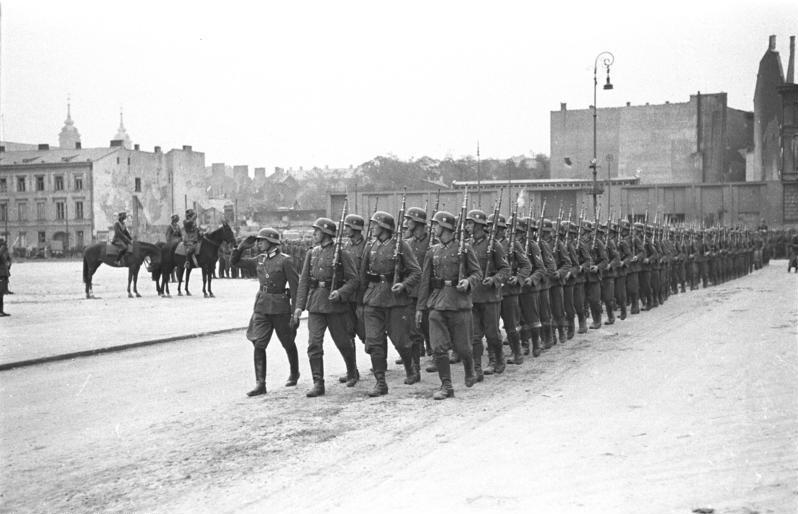
الجيش الألماني في العاصمة البولندية وارسو

تم تقسيم هذه الإستراتيجية إلى عدة مراحل زمنية ارتبطت بالأحداث الحربية، والتي كان لها أكبر الأثر في توجيه وتشكيل هذه الإستراتيجية وهي:
1. المرحلة الأولى: قبل بداية الحرب «حتى مارس 1939م»:
تميزت الدعاية النازية بالإكثار من التحدث عن السلام، بينما كان هناك إعداد كامل للقوات الألمانية وبشكل سرى من أجل دخول الحرب. هذا وقد اعتمد تخطيط القيادات الحربية الألمانية على عدم إبراز أي نشاط أو استعدادات حربية، بل وانتشر الحديث بين القادة الألمان عن أن الحرب لن تقع ثانية، في الوقت الذي كان يتم فيه إعادة بناء القوات المسلحة وتزويدها بالأسلحة المتطورة في ذلك الوقت. ومن ثم وضع القادة الألمان خطة خداع إستراتيجي غاية في الدقة، تم إذاعة برامجها من خلال وسائل الإعلام الألمانية من أجل طمأنة الجيوش الأوروبية بعدم وجود نوايا لعدوان ألماني.
وفي عام 1938م، مع استعداد القوات الحربية الألمانية للتدخل في النمسا، بدأت أجهزة الدعاية في اتباع سياسة بث الرعب والتخويف بين صفوف الشعب والقوات النمساوية وأعلنت الإذاعات الألمانية أن ألمانيا لا تستطيع أن تقف مكتوفة الأيدي أمام قتل الألمان في النمسا بأيدٍ نمساوية.
وفي 12 مارس 1938م دخلت القوات المسلحة الألمانية إلى النمسا، مع تشكيل طابور خامس استطاع أن يسيطر على قوات الجيش والشرطة النمساوية. كما قامت القوات المسلحة الألمانية بتوزيع أكثر من مائة ألف جهاز راديو مجانا على النمساويين، من أجل إيصال الدعاية إليهم والتي نجحت بالفعل في ضم النمسا إلى الرايخ الثالث دون إطلاق رصاصة واحدة.

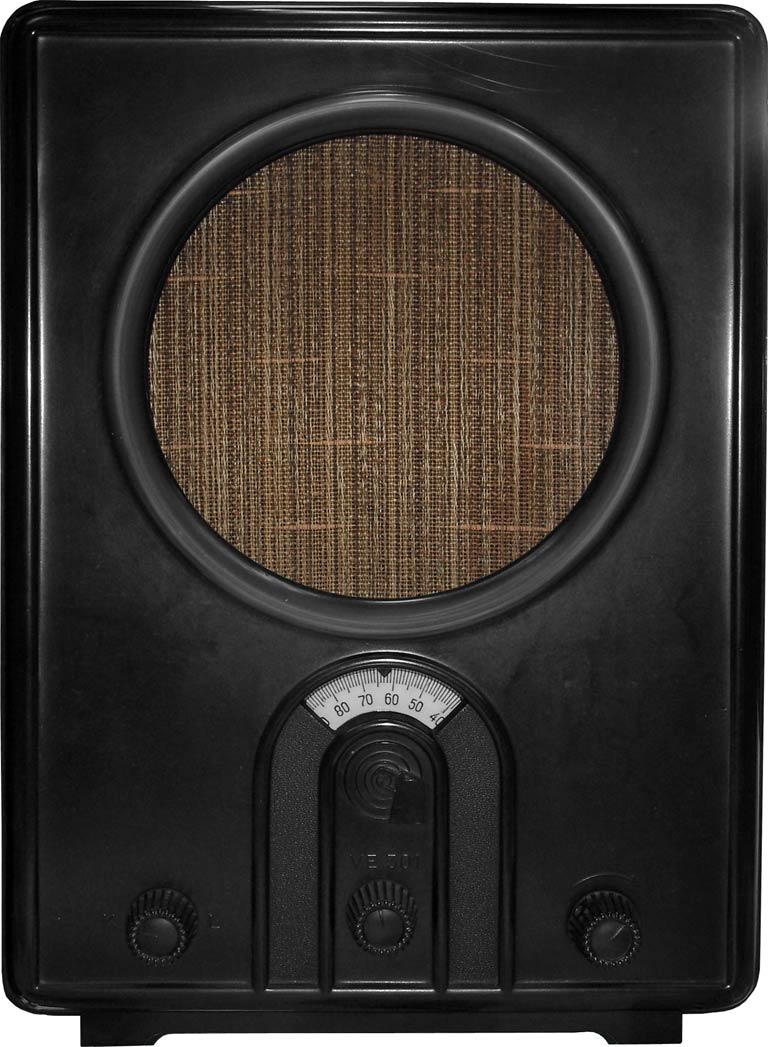
مذياع الشعب طراز VE301W الذي طوره أوتو غرايسنغ على طلب من جوزيف غوبلز، وكان الهدف منه جعل تقنية الاستقبال الإذاعي متاحة لجميع أطياف الشعب

2. المرحلة الثانية: مع نشوب الحرب العالمية الثانية «سبتمبر 1939م - أبريل 1940م»:
شهدت تلك الفترة قيام القوات الألمانية بحرب خاطفة ضد بولندا دامت أسبوعين دون أن تعلن ألمانيا الحرب عليها، واتبعت أجهزة الدعاية النفسية التابعة للقيادة الحربية الألمانية سياسة الدفاع عن النفس وتحميل الغير ذنب الحرب، فراحت الدعاية من خلال المنشورات والإذاعة تعلن أن الحرب كانت نتيجة تأييد بريطانيا للأعمال العدوانية البولندية ضد ألمانيا.
3. المرحلة الثالثة: «أبريل - يونيو 1940م»:
قامت القوات المسلحة الألمانية خلال هذه المرحلة بضربات مفاجئة قوية، انتزعت بها استقلال خمس دول في غربي أوروبا وأدت إلى انسحاب الحملة البريطانية من أوروبا عبر دنكرك، كما هزمت الجيش الفرنسي. وفي 22 يونية 1940م ، وقعت الحكومة الفرنسية على اتفاقية الهدنة مع ألمانيا وتشكلت حكومة فرنسية موالية لألمانيا.
وكان لهذه الانتصارات تأثيرها في مخطط الحرب النفسية وفي أعمال الدعاية، وخصصت الإذاعة الألمانية معظم برامجها للإعلام الحربي من أجل تغطية الأحداث الحربية يوماً بيوم، وراح المعلقون والمراسلون الحربيين الألمان يشبعون شعورهم بالنصر في فخر وتهليل من أجل تحطيم الروح المعنوية للشعوب الأوروبية، كما نشرت المقالات الحربية بالصحف الألمانية من المتخصصين في هذا المجال والتي أشادت بانتصار ألمانيا على فرنسا وبمقدرة الجندي الألماني على حسم المعركة لصالحه. كانت هذه الدعاية تهدف بالأساس إلى زيادة حماس الجيش على مواصلة الحرب وتحقيق مزيد من الانتصارات، وكذلك إقناع الشعب الألماني بقدرات الأسلحة الحديثة التي يمتلكها الجيش النازي.
كما أن وسائل الحرب النفسية التي اتبعها جهاز الحرب النفسية التابع للقيادة الحربية النازية استطاعت أن توهم المستمع الأجنبي بأنه ليس هناك أي جدوى من استمرار الحرب لأنها في صالح ألمانيا لا محالة.

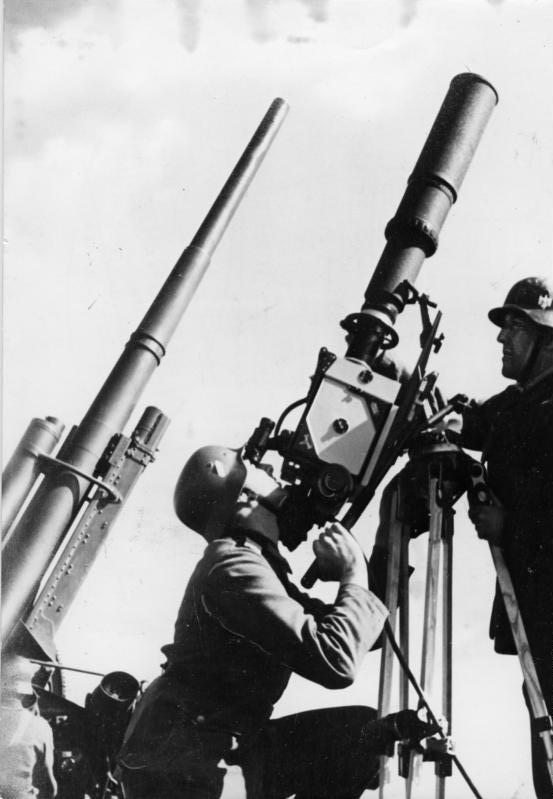
إنتاج نشرة إخبارية نازية في الخطوط الأمامية، يناير 1941.

4. المرحلة الرابعة: الفترة من «يونيو - أغسطس 1940م»:
ركزت الدعاية الألمانية من خلال وسائل الإعلام على توجيه الحرب النفسية ضد بريطانيا وأنها أصبحت في مركز ميئوس منه مقارنة بقوة ألمانيا التي لا حدود لها، كما اهتمت ببث الروح الوطنية لدى الشعب الألماني لمساندة قواته المنتصرة. وركز الإعلام الحربي على الدعاية للعمليات الخاطفة الناجحة التي قامت بها القوات الألمانية، كما ركزت إذاعة برلين على الدعوة من أجل السلام وإظهار أنها دولة مسالمة تعامل الفرنسيين بصورة جيدة، وأن بريطانيا رفضت مبادرات السلام الألماني.
5. المرحلة الخامسة: الفترة من «أغسطس - سبتمبر 1940م»:
أكدت وسائل الإعلام الألمانية - خاصة الإذاعة - على سيادة ألمانيا الحربية وقدرتها على تحطيم أعدائها، وعدم الفائدة في مقاومة جيوشهم، وأن النصر حليفهم في كل معاركهم، كما بدأت المقالات الصحفية ذات الطابع الحربي والتي يكتبها عسكريون متخصصون في الحرب النفسية.. تصور الجندي الألماني بأنه الجندي الذي يستطيع أن يحقق النصر على أعدائه، وأن الجندية الألمانية تستطيع أن تتفوق على مثيلاتها في الجيوش الأخرى.
6. المرحلة السادسة: «سبتمبر 1940م - مايو 1941م»:
بدأت وسائل الإعلام الحربي من خلال المنشورات والتحليلات والتعليقات الحربية بالإذاعة، تبرر لشعوب البلقان أسباب الغزو لمنطقة البلقان، وأن قواتها لا تبغي من وراء دخولها أراضيهم سوى حماية تلك الشعوب من خطر الدب الروسي. كما أخذت تتباهى بهذا النصر بسيطرتها على منطقة البلقان، وبدأت تسخر من الجيش البريطاني بعد أن طرد على يد الجيش النازي من اليونان، وادعت أن انتصارات البريطانيين على القوات الإيطالية لن تؤثر في نتائج الحرب، واتهمت الولايات المتحدة بأنها تدعم استمرار الحرب من خلال إمداداتها المستمرة لبريطانيا ولقواتها الحربية.
7. المرحلة السابعة: «الحرب الألمانية على الجبهة الروسية» - يونيو 1941م - فبراير 1942م:
ركزت أساليب الدعاية والحرب النفسية على إيجاد المبرر لغزو القوات الألمانية لروسيا، وزعمت أن ألمانيا تدافع عن أوروبا حتى لا تقع تحت براثن الخطر الروسي والنظم البلشفية. كما صورت روسيا على أنها دولة معتدية بعد أن نقضت اتفاقها مع ألمانيا بهجومها على بولندا - في أول الأمر - واستيلائها على إستونيا ولاتفيا ولتوانيا تلك الدول التي كان لألمانيا مصالح اقتصادية فيها.
وبدأت حملة دعائية بواسطة ضباط ألمان متخصصون في الحرب النفسية بعد أن أعيد تنظيم جهاز الدعاية، تهدف إلى طمأنة الشعب الألماني إلى سلامة الموقف الحربي على الجبهة الروسية ورفع روحه المعنوية. وتباهت الدعاية النازية في بادئ الأمر بانتصارها، وعندما توالت الهزائم على الجيش السادس الألماني في ستالنيجراد، أسرعت الدعاية الألمانية إلى حث الشعب والجنود على التكاتف والصمود والالتفاف حول قادته، وحاولت أن تجعل من التضحيات التي قام بها آلاف من الجنود الألمان على الجبهة الروسية ملاحم أسطورية.

## أهمية الدعاية عند النازيين

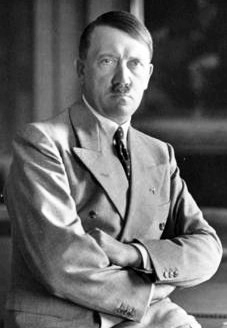
أدولف هتلر عام 1933.

خاطبت الدعاية النازية المشاعر وتلاعبت بالعواطف فلم تترك للشعب فرصة التفكير الهادئ فتبلدت عقوله حتى كف عن التفكير سوى تفكير واحد: هتلر هو القوة ، القوة الوحيدة الحقيقية.

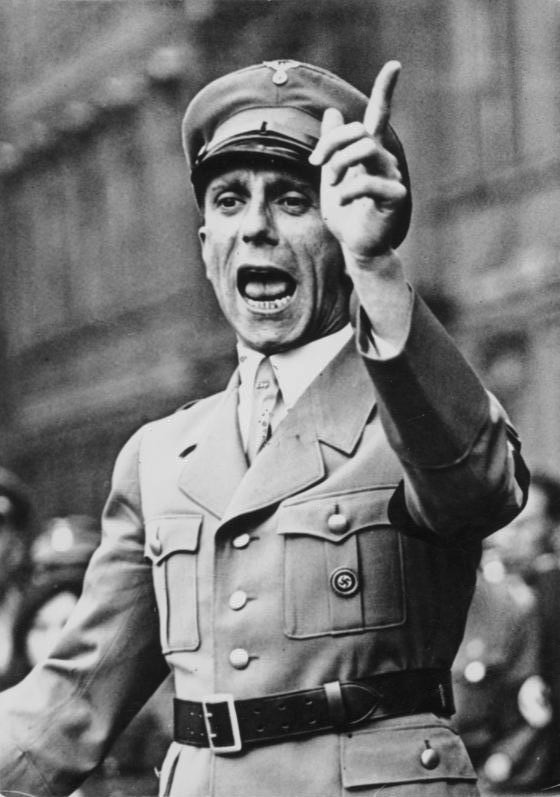
جوزيف جوبلز (وزير الدعاية النازى) ورفيق هتلر حتى الدقائق الأخيرة من حياته.

يقول هتلر في خطاب له في مؤتمر لورنمرج سنة 1929 «لقد أوصلتني الدعاية إلى الحكم. وبالدعاية حافظنا على مراكزنا ، وبها سوف نستطيع غزو العالم كله».
ويقول " جوبلز " إن الدعاية[ ؟ ] يجب أن تكون مستخدمة في حكم الشعب ويجب أن تكون مكانتها الأولى بين تلك الفنون ، ولا يمكن الاستغناء عنها في بناء الدولة الحديثة ، وان الهدف منها هو قيادة الناس إلى الأفكار التي ترغب الدولة في إن يعتنقها الجميع ".
أما السبب في إيمان هتلر بالدعاية ! ترجع جذورها بالطبع إلى الحرب العالمية الأولى وان تعيد ألمانيا النظر في أسلوب دعايتها بعد فشلها ويعقب هتلر بقوله: كانت الدعاية على جانب عظيم من الأهمية فهي أداة لتنوير الأذهان من جهة ولخداع من يراد خداعهم من جهة ثانية. ويضيف هتلر " وقد لعبت الدعايات دور مبارزا في الحرب. وكنت أنا أراقب العدو في هذا الميدان أتفجر غيظا لإغفالنا خطر هذا الفن الفعال.
والادهى من ذلك أن قادتنا لم يفكروا في اللجوء إلى هذا السلاح مع أنهم لمسوا مدى تأثيره في معنويات الشعب والجيش. ويكمن نجاح الدعاية النازية في تغليب الصورة على التبرير والحس الاندفاعي على المنطق.
في دراسة (تشاكونين) بعد الحرب العالمية الثانية (اغتصاب الجماهير بواسطة الدعاية) يقول عن الدعاية النازية أنها تقوم على عناصر عاطفية لا عقلانية وتأخذ بمبدأ الاستجابة الشرطية لبافلوف ، والدعاية ضمن هذه النظرية تحدث تحويلاً في الاندفاعات الطبيعية للفرد وتوجهها صوب مواضيع محضرة سلفاً. (التفوق الثقافي والعرقي الجرماني…).
يقول هتلر عن الدعاية: «بالاستخدام المستمر للدعاية الماهرة باستطاعتك أن تصور للجمهور الجنة كما الجحيم، أو الحياة البائسة للغاية وكأنها الجنة»، ولأن الصحافة وقت النازية كانت بوقا للترويج لأفكار الحزب العنصري، قال وزير الدعاية جوزيف جوبلز: «يمكن اعتبار الصحافة لوحة مفاتيح كبيرة تقوم الحكومات بالضغط على أزرارها».
ولكل من هتلر وجوبلز أقوال عدة عن الدعاية، إن دلت على شيء فإنما تدل على أهمية الدعاية النازية في جمع الألمان خلف الحزب العنصري الأول، الذي قام على أساس هو تمييز «الجنس الآري» على شعوب الأرض.

## الاهتمام بالتنظيم

هتلر في العشرون من مارس في عام 1945، يمنح وسام الصليب الحديدي لأعضاء المنظمة شبه العسكرية «شباب هتلر» خارج قبوه.

اهتمت الدعاية الألمانية بالتنظيم واختلف نظامها عن أنظمة الدعايات الأخرى ومن أهم هذه النظم:
1. وزارة الدعاية: وكان رئيسها جوبلز وكان اتصاله بالهيئات مباشرة وجهاز «الجستابو» أو المخابرات الألمانية، ووضع في كل بيت جهاز مكبر للصوت لينقل الإذاعة التي تحملها الشبكات اللاسلكية التي تسيطر عليها الحكومة سيطرة تامة.
2. نظام القمصان السمراء: وكان الهدف منها إلقاء الرعب في نفوس وقلوب الأعداء عن طريق القمصان السمراء وقد انخدع أعداء ألمانيا بذلك.
3. الصليب المعقوف: وقد طبع على كل سيارة ومنزل ألماني وكل شيء يملكه والغرض من ذلك هو أنه يكون هتلر والنظام النازي في ذاكرة الألماني وذلك تطبيقا لأسلوب الدعاية من الباب للباب ، ويقال أن الصليب المعقوف يرمز إلى الدين والقوة هنا نلاحظ (التركيز على الرمز والشعار).
4. تنظيم المظاهرات: وذلك في أثناء خطب هتلر وإنشاد الأناشيد والقاء الهتافات وأداء السلام الهتلري ، وتنظيم المظاهرات يعتمد على الموسيقى.
5. الاهتمام بتربية النشيء: وتتدخل الحكومة في ذلك ، وقد انشئ هتلر لذلك ما يسمى بالمنظمة الهتلرية لتربية النشئ ، وقد عملت هذه المنظمة على تهيئة الشباب الألماني لتقبل النظام النازي والإيمان المطلق بهتلر وبقدرته على أن يجعل ألمانيا حاكمة ومسيطرة على العالم.
6. العناية بنشر الثقافة الألمانية: بحيث يتعرف الناس على كل جديد في الخارج والعناية بنشر الثقافة التي تدعو إليها الحكومة الجديدة.
7. العناية بالصحافة والإذاعة: وغيرهما من وسائل الأعلام المعروفة والدقة في اختيار القائمين على هذه الأنشطة حتى يعملوا في انسجام مع الحكومة. ومن الأمثلة على تكريس وسائل الإعلام في سبيل الدعاية نأخذ مثلا الصحيفة الأسبوعية النازية «دير شتيمر» (المهاجر) أداة رئيسية في خدمة الدعاية الألمانية النازية ففي اسفل الصفحة من كل عدد كانت الصحيفة تعلن بأحرف سميكة «اليهود هم حظنا السيئ» وكانت «دير شتمير» تنشر رسومات كاريكاتيرية يظهر فيها اليهود معقوفي الأنوف وشبيهين بالقرود، وكان تأثير هذه الصحيفة بعيد المدى ففي سنة 1938 كانت الصحيفة توزع نصف مليون نسخة اسبوعيا وهنا نلاحظ معاداة السامية حيث كانوا ينظرون لهم نظرة دونية وعظمة ألمانيا كدولة وتقديس الرايخ أدولف هتلر ونلاحظ أن النازيين ركزوا على الجوانب النفسية وإثارة الهمم واستنهاضها لخدمة مصالحها.

## تأثير الدعاية على الاقتصاد والثقافة

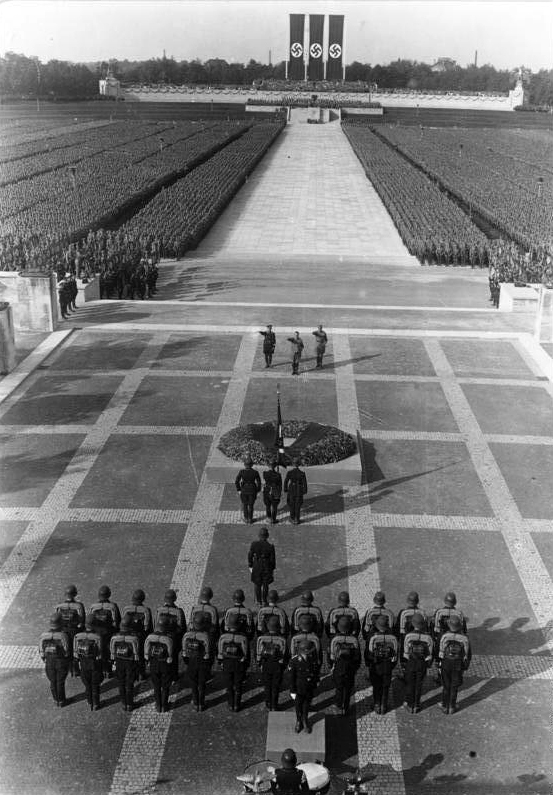
احتفالية نوريمبرج عام 1934

بعد الغزو الألماني للاتحاد السوفييتي ركزت الدعاية النازية على مواضيع ربط الشيوعية السوفياتية بيهود أوروبا وذلك بالنسبة للمدنيين سواء في الداخل أو في الخارج والجنود وضباط الشرطة والمساعدين غير الألمان الذين يخدمون في الأراضي المحتلة من أجل الهدف نفسه. قدمت ألمانيا المدافع عن الثقافة «الغربية» ضد «الخطر اليهودي – البلشفي» وطلاء صورة مروعة تصف ماذا سيحدث إذا فاز السوفييت بالحرب. هذا هو الحال خاصة بعد كارثة هزيمة الألمان في ستالينغراد في فبراير 1943. هذه المواضيع قد تكون مفيدة في إقناع الألمان النازيين وغير النازيين وكذلك المتعاونين المحليين للقتال حتى آخر لحظة.

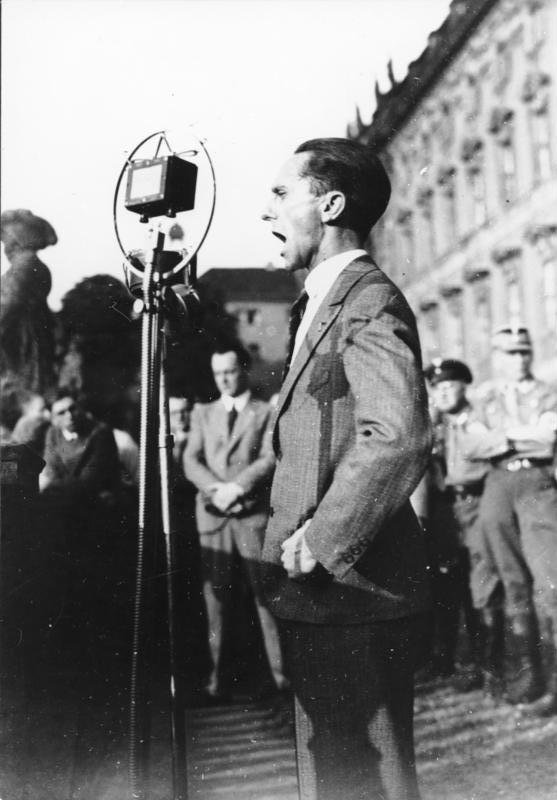
جوزيف جوبلز وزير الدعاية، -إحدى الأساطير في مجال الحرب النفسية- 1932.

هناك أفلام تلعب دوراً هاماً في نشر معاداة السامية وتفوق القوة العسكرية الألمانية وشر الأعداء المتأصل كما حددته الأيديولوجية النازية. صورت أفلام النازية اليهود بأنهم مخلوقات «آدمية فرعية» تخترق المجتمع الآري. فعلى سبيل المثال«اليهودي الأبدي» (1940) إخراج فريتز هبلر صور اليهود بالتجول كطفيليات ثقافية والذين يستهلكهم الجنس والمال. بعض الأفلام مثل «انتصار الإرادة» (1935) بليني ريفنستال تمجد هتلر والحركة الاشتراكية القومية، فلمان اخران لريفنستال، «مهرجان الأمم ومهرجان الجمال» (1938) يصوران دورة الألعاب الأولمبية ببرلين عام 1936 وعززا الوطن بنجاحات النظام النازي في الدورات الأولمبية.
كما أن كانت هناك صحف في ألمانيا في المقام الأول «در شتورمر» (المهاجم) رسوما هزلية معادية للسامية استخدمت الرسوم الساخرة لتصوير اليهود. بعدها بدأ الألمان الحرب العالمية الثانية مع غزو بولندا في سبتمبر 1939، حيث استخدم النظام النازي الدعاية لإقناع المدنيين والجنود الألمان بأن اليهود ليسوا فقط آوادم فرعيين بل هم أيضا يمثلون خطرا على الرايخ الألماني. يهدف النظام إلى جذب الدعم أوإلى الإذعان لسياسات تهدف إلى إزالة اليهود نهائيا من المناطق الألمانية.
كما أشرف هتلر على واحدة من أكبر التوسعات في مجال الإنتاج الصناعي والتطويرات المدنية التي شهدتها ألمانيا طوال تاريخها. وقد اعتمد في ذلك على أسلوب تعويم الديون وزيادة عدد أفراد القوات المسلحة. وشجعت السياسة النازية النساء على المكوث في المنزل لإنجاب الأطفال والعناية بالمنزل. وهكذا، تحدث أدولف هتلر في إحدى خطبه التي ألقاها في سبتمبر من عام 1943 أمام الرابطة الاشتراكية الوطنية للمرأة فقال إنه بالنسبة للمرأة الألمانية: «لا بد أن يتركز عالمها حول زوجها وعائلتها وأطفالها وبيتها».
وعزز هتلر الإيمان بهذه السياسة بمنحه صليب الشرف الخاص بتكريم الأم الألمانية (بالإنجليزية: Cross of Honor of the German Mother)‏ لكل امرأة تلد أربعة من الأطفال أو أكثر. وفعليًا، تراجع معدل البطالة عن طريق عاملين أساسيين وهما: إنتاج الأسلحة وعودة النساء للمكوث في منازلهن حتى تتحن الفرصة للرجال للحصول على الوظائف التي كن يشغلنها. لذلك، كان الإدعاء الذي ساد في هذه الفترة بأن الاقتصاد الألماني استطاع أن يصل تقريبًا إلى العمالة الكاملة يرجع جزئيًا - وذلك على أقل تقدير - إلى الدعاية البارعة التي تم استخدامها في هذا العهد.
وحصل هتلر على معظم التمويل الذي استخدمه في إعادة بناء البلاد وإعادة التسلح من سياسة التلاعب بالعملة للتأثير على الأسعار في الأسواق التجارية التي قام بها هيلمار شاخت؛ وهو رئيس البنك المركزي الألماني في هذا العهد والمسئول عن العملة. وتضمنت سياسة التلاعب إصدار سندات مشكوك في أمرها ومنها تلك التي كانت تعرف باسم "Mefo bills"، وهي سندات إضافة قامت حكومة النازي بإصدارها - بدءاً من عام 1934 وما بعده - تحت غطاء شركة "Metallurgische Forschung" وعرف اسمها اختصارًا باسم "MEFO".

## تأثير الدعاية النازية على المدى الخارجي

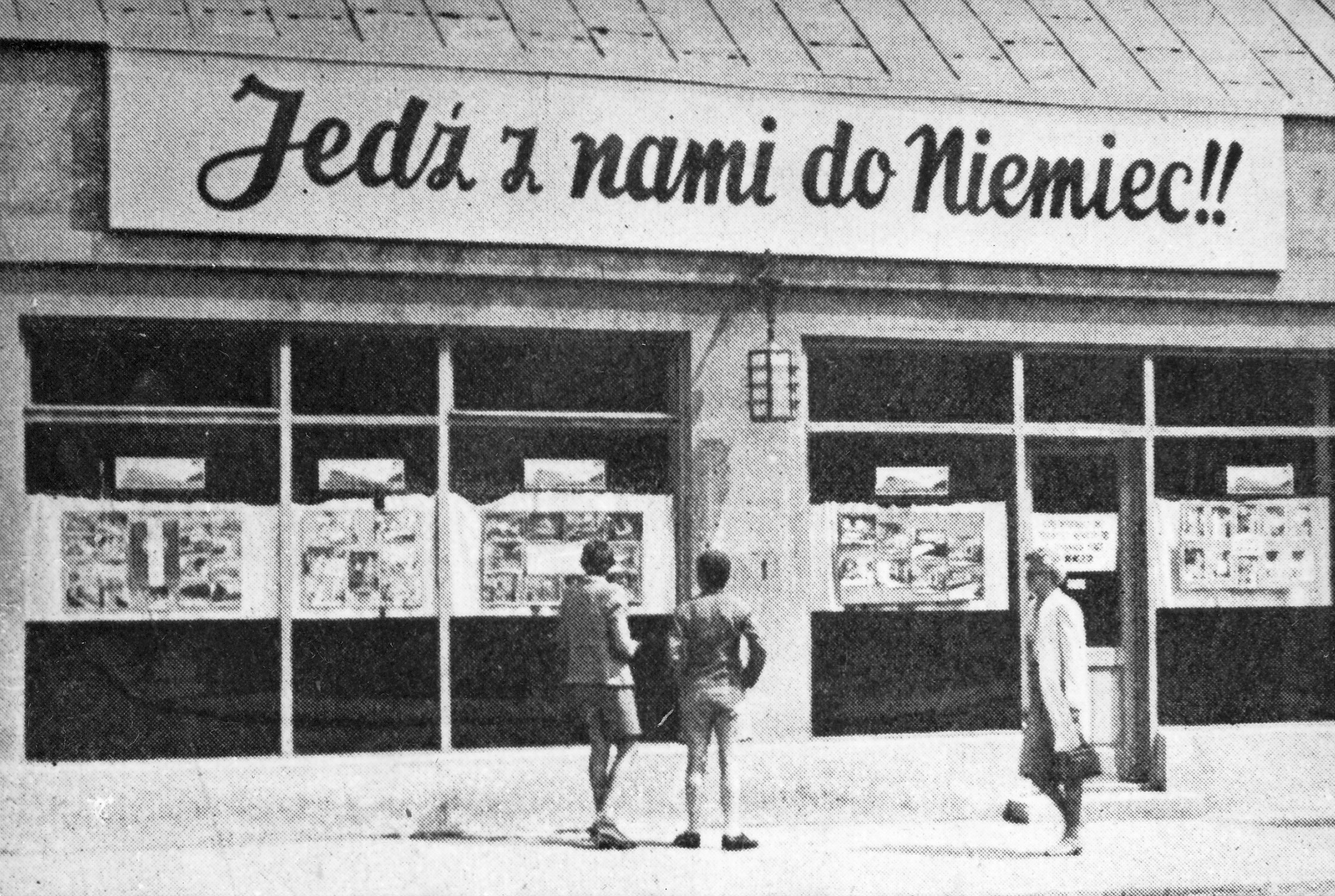
دعايات نازية على مكتب العمل في شارع 68 سويت نووي، في وارسو.

اللجنة الدولية للصليب الأحمر.

خلال تنفيذ بما يسمى بالحل النهائي، أي القتل الجماعي ليهود أوروبا، أجبر مسؤولو قوات الأمن الخاصة في مراكز القتل مجبرين الضحايا على الحفاظ على الخدعة اللازمة لترحيل اليهود من ألمانيا وأوروبا المحتلة بسهولة. مسؤولو محتشد الاعتقال ومركز القتل أجبروا السجناء (كثير منهم سيموتون في غرف الغاز) على إرسال بطاقات بريدية إلى منازلهم أين يصفون لهم أنهم يعاملون معاملة حسنة ويعيشون في ظروف جيدة. هنا استخدمت سلطات المخيم الدعاية لتغطية الأعمال الوحشية والقتل الجماعي.
في يونيو 1944، سمحت شرطة الأمن الألمانية[ ؟ ] لفريق الصليب الأحمر الدولي بتفقد المخيم تريسنشتات الواقع في محمية بوهيميا ومورافيا وما يسمى اليوم بالجمهورية التشيكية. وضعت قوات الأمن الخاصة والشرطة في نوفمبر 1941 في تريسنشتات كأداة للدعاية للاستهلاك المحلي في الرايخ الألماني. المخيم والحي اليهودي استخدما تفسيرا للألمان الذين كانوا في حيرة من ترحيل اليهود الألمان والنمساويين الذين كانوا من المسنين والمعاقين والمحاربين القدماء أو المعروفين محليا بالفنانين والموسيقيين «إلى الشرق» من أجل «العمل» في إطار التحضير لزيارة عام 1944 ، حيث خضع الحي اليهودي لبرنامج «تجميلي». في أعقاب عملية التفتيش انتج مسؤولو قوات الأمن الخاصة في المحمية فيلما باستخدام سكان الحي اليهودي كدليل للمعاملة الخيرية لـ «مقيمي» يهود تريسنشتات الذين من المفترض أنهم يتمتعون بها. عندما انتهى الفيلم نفذ مسؤولو قوات الأمن الخاصة ترحيل معظم «الأشخاص» إلى مركز قتل أوشفيتز- بيركيناو.
استطاع النازيون أن يحققوا انتصارات كثيرة وكبيرة في ميدان الدعاية ، فإلحاق الهزيمة بالنمسا وتشيكوسلوفاكيا بدون معركة وانهيار البناء العسكري والسياسي لفرنسا كان قبل كل شيء انتصارا للدعاية النازية.

## دور الإذاعة الألمانية في الدعاية

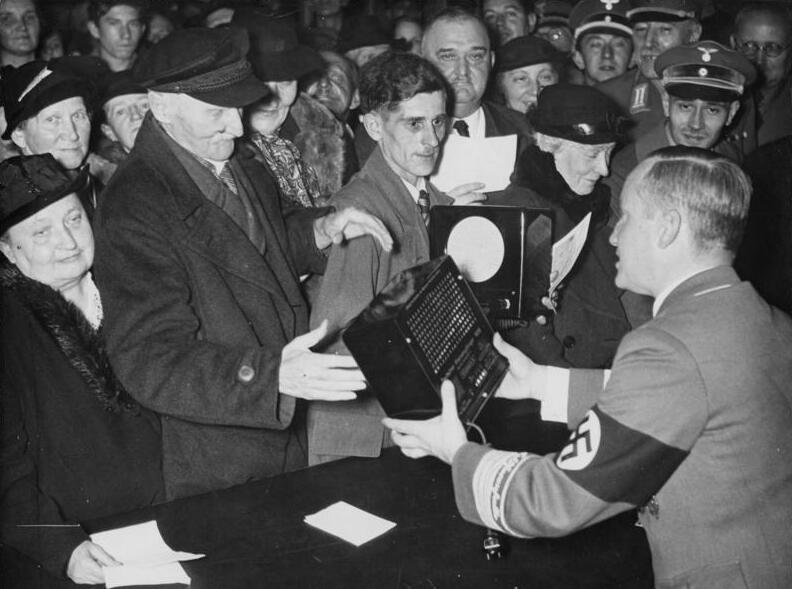
تم توزيع أجهزة الراديو الحرة في برلين يوم عيد غوبلز في عام 1938.

أدت الإذاعة دوراً هاماً منذ بداية العمليات الحربية في أول سبتمبر 1939م ، وانضمت سبع مجموعات دعائية خاصة ألحقت بالوحدات الألمانية التي قامت بغزو بولندا، حيث بثت هذه المجموعات تقارير إذاعية مجَّدت فيها الحرب الخاطفة والقدرات الحربية الألمانية. كما أنشأت القوات الحربية النازية محطات إذاعة لها في كل الدول التي احتلتها من أجل خدمة الدعاية الألمانية.
كما قامت القوات الألمانية بتوزيع أجهزة راديو صالحة لاستقبال بث الإذاعات المحلية فقط وليس لديها إمكانية التقاط الإذاعات الأجنبية ك بي بي سي. كما لجأت إلى استخدام أجهزة التشويش على الإذاعات المعادية لها، وفرض الحظر على الاستماع إلى الإذاعات الأجنبية، كما أنشأت محطة إذاعية للدعاية السوداء من أجل مواجهة الدعاية المضادة خاصة من جانب بريطانيا. ومنذ منتصف عام 1944م أصبحت ألمانيا تميل إلى السرية وإلى العمل كدعاية سوداء من أجل محاولة غرس الشقاق وتدمير تحالف الدول المعادية لها، ولكن كانت قوة الرايخ الحربية التي اعتمدت عليها الدعاية قد بدأت في الضعف والاتجاه نحو السقوط، ولم تكن الحيل الدعائية الألمانية[ ؟ ] قادرة على إنقاذ الوضع.

## دور الصحافة الألمانية

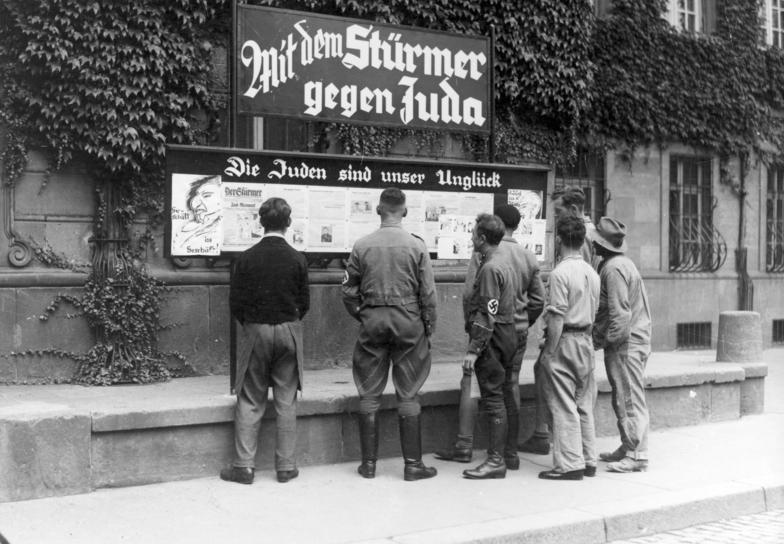
أحد الشباب الألمان يقرأون صفحة شتومركاستن التابعة لصحيفة دير شتورمر. الصحيفة الرسمية للحزب النازي الألماني.

أبرزت من خلال مقالاتها التي كان يكتبها متخصصون عسكريون في الحرب النفسية إلى تحقيق عدة أهداف منها على سبيل المثال:
1. إبراز صورة الجندي الألماني المتفوق على أعدائه.
2. محاولة رفع معنويات الشعب الألماني بالرغم من الخسائر الضخمة التي تحملها خاصة بالجبهة الشرقية.
3. زيادة حماس الشعب الألماني وجيشه وإقناعهم بقدرة قواتهم وإمكانيات قياداتهم ومصداقيتها.
4. التأكيد على دخول الجيوش الألمانية لبعض الدول الأوروبية، بهدف مساعدة الشعب الألماني المضطهد داخل تلك الدول.

## تواريخ وأحداث هامة

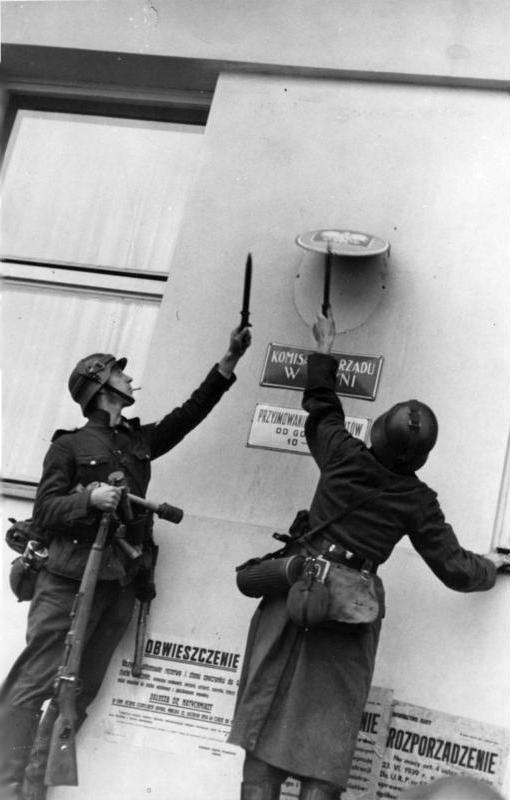
جنود الفيرماخت تفكيك شارة الحكومة البولندية في Gdingen بعد وقت قصير من غزو بولندا في عام 1939.

استخدم النظام النازي دعاية فعالة لتشجيع السكان الألمان لدعم حروب الغزو حتى نهاية النظام. الدعاية النازية بالمثل هي ضرورية لتحفيز أولئك الذين نفذوا القتل الجماعي ليهود أوروبا وغيرهم من ضحايا النظام النازي، كما أنها تعمل على تأمين قبول الملايين الآخرين كمتفرجين بعنصرية استهدفت الاضطهاد والقتل الجماعي.
وقد مرت الدعاية النازية بعدة احداث مفصلية منها:
- جوزيف جوبلز يعطل العرض الأول لفيلم في (5 ديسمبر 1930):

في برلين، عطل، جوزيف جوبلز أحد كبار مندوبي أدولف هتلر وقوات العاصفة (جيش الإنقاذ)، العرض الأول لفيلم «هدوء كامل في الجبهة الغربية (All Quiet on the Western Front)» الذي تم اقتباس قصته من رواية بالعنوان ذاته للكاتب إريك ماريا ريمرك. وألقى المحتجون النازيون قنابل دخان ومسحوق عطس لإيقاف عرض الفيلم. وتم ضرب المشاهدين ممن اعترضوا على الإيقاف. وكانت تلك الرواية سيئة الصيت بين أوساط النازيين، الذين اعتقدوا أن تصوير تلك الرواية لوحشية وسخف الحرب كان من وجهة نظر «غير ألمانية». وفي النهاية، تم حظر عرض الفيلم. وهاجر ريمرك إلى سويسرا في عام 1931، وألغى النازيون بعد توليهم الحكم جنسيته الألمانية في عام 1938.
- جوزيف جوبلز يترأس وزارة دعاية الرايخ في (13 مارس 1933):

تم تعيين، جوزيف جوبلز، وهو أحد أكثر رفاق أدولف هتلر الموثوق بهم، ليترأس وزارة الرايخ للتنوير العام والدعاية. وكانت هذه الوكالة تتحكم في كتابة كافة وسائل الإعلام وبثها (الصحف وبرامج الإذاعة والأفلام) بالإضافة إلى برامج الترفيه العام والبرامج الثقافية (المسرح والفن والموسيقى). ودمج جوبلز العنصرية النازية وأفكارها في وسائل الإعلام.
- جوزيف جوبلز يتحدث أثناء حرق الكتب في برلين في (10 مايو 1933):

اجتمع أربعون ألف شخص للاستماع إلى وزير الدعاية الألماني جوزيف جوبلز وهو يتحدث في ميدان الأوبرا في برلين. وأدان جوبلز الأعمال التي كتبها اليهود والليبراليون واليساريون ومحبو السلام والأجانب وآخرون على أساس أن تلك الأعمال «غير ألمانية». وبدأ الطلاب النازيون في حرق الكتب. وتم تطهير المكتبات في جميع أنحاء ألمانيا من الكتب «المحظورة» وقد أعلن جوبلز عن «تطهير الروح الألمانية».
- الهولوكوست من (1941 حتى 1945):

مجاميع المهمات التي اشتهرت باسم فرق القتل أثناء أحد المهمات

(باليونانية ὁλόκαυστος holókaustos: حيث hólos تعني «الكل» وkaustós تعني «محروق»)، تعرف أيضاً باسم شواه، وهي إبادة جماعية قٌتل فيها ما يقرب من ستة ملايين يهودي على يد النظام النازي لأدولف هتلر والمتعاونين معه. يستخدم بعض المؤرخين تعريف الهولوكوست الذي يضم الخمس ملايين الإضافيين من غير اليهود في ضحايا القتل الجماعي النازي، ليجعل المجموع إلى ما يقرب الأحد عشر مليون. جرت عمليات القتل في جميع أنحاء ألمانيا النازية والمناطق المحتلة من قبل ألمانيا في أوروبا.
من عام 1941 حتى سقوط برلين عام 1945، اٌستهدف اليهود وجرى قتلهم بطريقة منهجية في إبادة جماعية، واحدة من الأكبر في التاريخ، وجزء من مجموع أوسع نطاقاً لأعمال الأضطهاد والقتل لجماعات عرقية وسياسية مختلفة تمت على يد النازيين.
بالإضافة إلى الألمان شارك في تنظيم عمليات الهولوكوست دول في مجموعة دول المحور وخاصة إيطاليا وكرواتيا وهنغاريا وبلغاريا الذين ساهموا بإرسال من كان على أراضيهم من اليهود إلى معسكرات التكثيف ومعسكرات الإبادة ، وقامت رومانيا وحدها بقتل 380,000 يهودي بصورة مباشرة ، وقام بينيتو موسوليني بإرسال 8,369 يهودي إلى معسكرات الإبادة. يبقى الشخص الرئيسي المسؤول عن إصدار الأمر الرئيسي للبدأ بعمليات الهولوكوست في نظر التاريخ هو هتلر على الرغم من عدم وجود أية وثيقة رسمية تربط اسمه بصورة مباشرة بالعمليات ولكن هناك الكثير من الخطابات التي ألقاها هتلر في مناسبات مختلفة كانت تدعو إلى إبادة اليهود وغير المرغوبين فيهم، ومعظم هذه التسجيلات احتفظ بها جوزيف غوبلز وزير الدعاية النازية في عهد أدولف هتلر.
- مجزرة كاتين (5 مارس 1940):

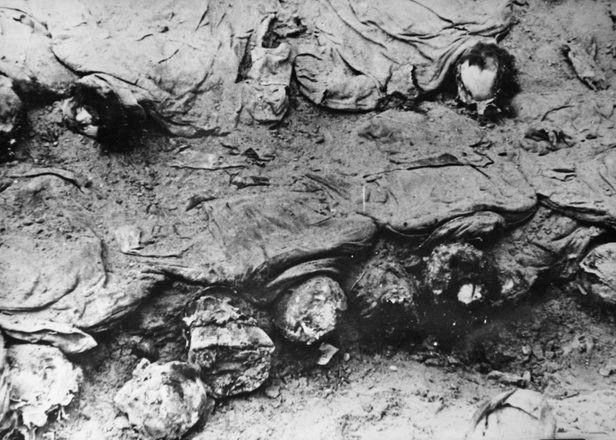
مجزرة كاتين 1943.

انتشر خبر المقابر الضخمة التي وجدت بكوزلسك على مقربة من غابة كاتين بين السكان وتسرب الخبر أيضًا إلى عمال السكة الحديد المأجورين، وكان ذلك عام 1942 وقتما وقعت الأراضي المحيطة بمدينة سمولنسك تحت قبضة الألمان، كما اكتشفوا إحدي هذه المقابر والإبلاغ عنها لدى الدولة البولندية السرية. لم يتم أخذ ذلك الاكتشاف على محمل الجد؛ فلم يخطر ببال أحدهم أن تلك المقابر تحوي عددًا كبيرًا من الضحايا. رادولف فون جيرسدورف ضابط ألماني يعمل كحلقة وصل بالمخابرات ما بين مجموعة الجيوش الوسطى التابعة لفيرماخت (القوات المسلحة الألمانية) من ناحية، وأبفير (المخابرات الحربية الألمانية) من ناحية أخرى، تلقى تقاريرًا عن وجود مقابر جماعية لضباط الجيش البولندي بغابة جوت هيل بالقرب من كاتين، ثم أرسل تلك التقارير إلى المسئولين... طبقًا لجوزيف غويلر فإن ذلك الاكتشاف هو وسيلة أكثر من مناسبة... ولتعزيز خط الدعاية النازية حول المخاوف الناجمة عن البلشفية ومدى خضوع أمريكا وبريطانيا لهذه الحركة. وبعد تغطية شاملة للحدث أذاع راديو بيرلين أخبار عن كشف القوات العسكرية الألمانية عن خندق بغابة كاتين بالقرب من مدينة سمولينسك «يمتد إلى 28م تحت الأرض بعرض 16م (52×92 قدمًا)، حيث تم إلقاء حوالي 3000 جثة في صورة تراكمية على امتداد 12 طبقة». لم تتوقف الإذاعة عند بث تلك الأخبار الدقيقة فحسب، بل وجهت أصابع الاتهام نحو الاتحاد السوفيتي لارتكاب الجريمة في 1940.
في سبتمبر، أيلول 1943 حينما علم جوزيف غوبلز بأمر ضرورة انسحاب الجيش الألماني من منطقة كاتين قام بتدوين تنبؤاته حول هذا الأمر في مذكرته. وفي مقدمة مذكرته ليوم 29 من شهر سبتمبر، أيلول كتب غويلز: «التنازل عن كاتين كان أمرًا لا فرار منه، فحالما يكتشف الشيوعيون أننا قمنا بقتل 12000 بولنديًا، وهو ما سيتم بلا أدنى شك، ستعترض طريقنا بعض العقبات في المستقبل، وبالتأكيد سيستغل الاتحاد السوفيتي ذلك الأمر للبحث عن أكبر عدد ممكن من المقابر الجماعية لكشفنا».

## إرث ثقيل لماض مظلم
بعد الحرب العالمية الثانية قام الحلفاء بجمع ما يزيد عن 1200 فيلم ، وقسموها إلى ثلاثة أصناف. هذه الأفلام كانت قد ظهرت في فترة ما بين 1933 و1945. يشكل الصنف الأول معظم هذه الأفلام وقد سُمح بعرضها، بينما سُمح بعرض مقاطع قصيرة فقط من الأفلام التي تنتمي للصنف الثاني. أما الجزء الصغير منها، وهو الصنف الأخير، فقد بقي في خزانة المحظورات، وسُميت بـ«أفلام متحفظ عليها».

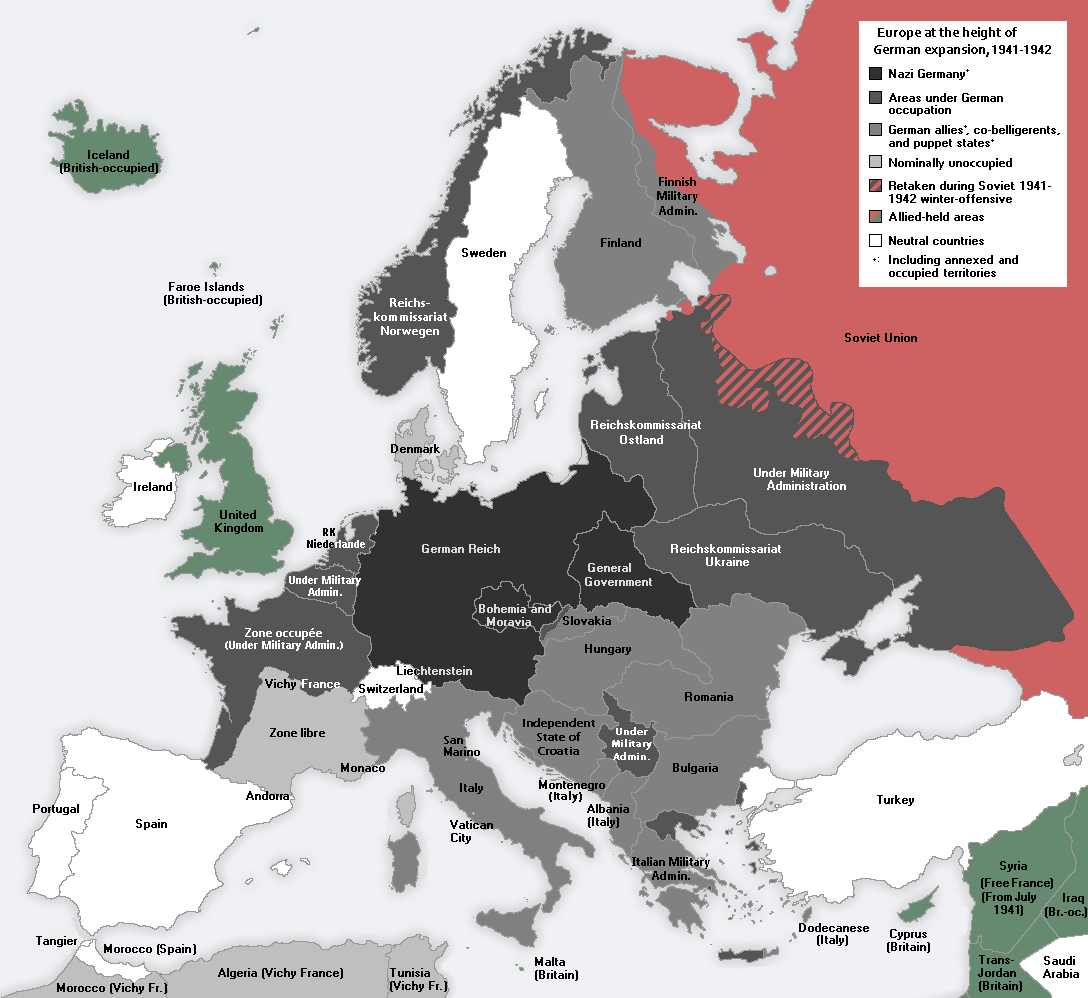
خارطة أوروبا في أقصى اتساع لألمانيا النازية 1941-1942.

لكن هذا التصنيف قد تغير في العقود الأخيرة بسب تقادم الزمن ولم يبق سوى 40 فلماً في خانة المحظورات. وتقتسم إدارة هذه الأعمال مؤسسة فريدريش فيلهلم مورناو في مدينة فيسبادن مع هيئة «أرشيف الدولة» في مدينة كوبلنتس. وظهرت مؤخراً انتقادات بشأن احتكار هاتين المؤسستين لحق الترخيص بنشر هذه الأفلام. وكتب أحد الصحفيين في جريدة «دي فيلت» بهذا الصدد بأن المؤسستين تمارسان دور الرقابة بشكل خفي.
لكن الرد جاء سريعاً من تشيبيدتس ايرنست، مدير مؤسسة فريدريش فيلهلم مورناو، إذ قال: "إن مهمة مؤسسة مورناو حسب نظامها الداخلي هي التعامل مع هذه الأفلام بعناية وعدم اطلاع الرأي العام[ ؟ ] عليها دون مراقبة"، مشيراً في الوقت ذاته إلى أن «امتلاك حقوق النشر لا يعني حق ممارسة الرقابة».
ويتعلق الأمر هنا بقرابة 40 فيلماً مما يُسمى بـ«أفلام متحفظ عليها». وتُطلق هذه التسمية على الأعمال التي لا يسمح لأحد الاطلاع عليها إلا تحت التحفظ أو لإغراض البحث العلمي. ومن هذه الأعمال الدعائية أفلام مشهورة مثل «يود زوس» والأفلام الوثائقية المعادية للسامية مثل «اليهودي الأبدي». ومعظم هذه الأفلام ليست معروفة لدى رواد السينما اليوم. وكل ما يجمع هذه الأفلام هو تمجيد الحرب والتحريض على كراهية البولنديين والبريطانيين ومعاداة السامية أو غيرها من المضامين الدعائية.
كيف يجب التعامل اليوم مع المادة الدعائية النازية؟ هل يجب حظر الكتب والنصوص والرموز والأفلام التي تعود للنازيين؟ أم يجب تركها في متناول الناس ليعلموا كيف كان النازيون يسوقون لأفكارهم بين الناس؟ إذا كان لابد من ذلك، فمن يجب أن يطلع على هذه المواد؟ العلماء فقط، أم الجميع؟ ألا تشكل هذه السجلات خطراً كبيراً إذا ما سقطت بين أيدي الرجعيين والشباب اليميني المتطرف؟ أسئلة عدة تخطر على بال من يتعامل مع الأفلام التي أُنتجت في ألمانيا خلال الحقبة النازية. لكن ليس ثمة جواب على هذه الأسئلة الصعبة. فالجدل حول كتاب «كفاحي» لهتلر بلغ ذروته مرة أخرى، إذ ستنتهي حقوق طبع هذا الكتاب ونشره في العام المقبل، لكن الأمر يزداد تعقيداً إذا ما تعلق بالأفلام النازية.

## مواضيع ذات صلة
- عرض الأسبوع الألماني

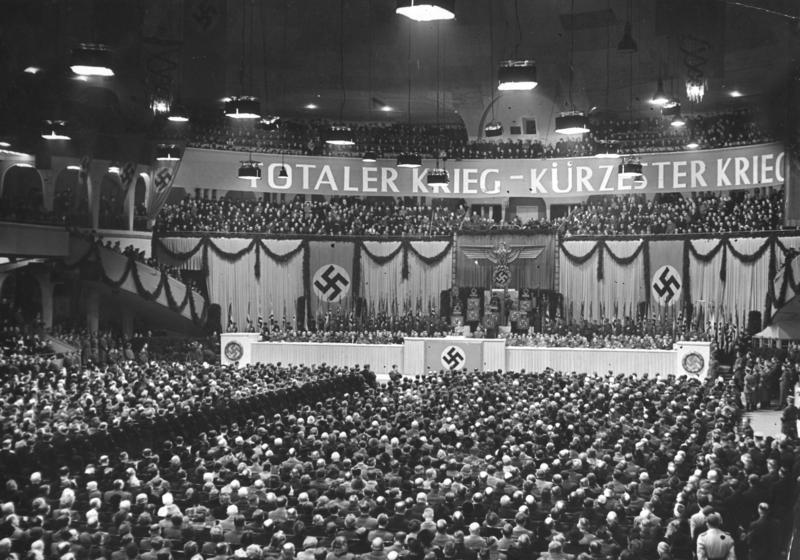
خطاب غوبلز في 18 فبراير 1943.

- جوزيف غوبلز وزير الثقافة والإعلام النازي 1933.
- ليني ريفنستال، مخرجة نازية.
- دير شتورمر، الصحيفة الرسمية للحزب النازي الألماني.
- الحزب النازي
- ألمانيا النازية